# LANDER
『LANDER』（ランダー）は、LiSAの6枚目のオリジナルアルバム。2022年11月16日にSACRA MUSICから発売された。

## 概要
3rdミニアルバム『LADYBUG』から1年ぶり、フルアルバムとしては『LEO-NiNE』から2年半ぶりのリリースとなるオリジナルアルバム。
今作は、17thシングル「炎」（前フルアルバム『LEO-NiNE』と同日発売）、18thシングル「dawn」、19thシングル「HADASHi NO STEP」、3rd配信シングル「往け」、20thシングル「明け星/白銀」、4th配信シングル「シフクノトキ」、同年9月13日に先行配信された新曲「NEW ME」を含む全14曲が収録。
「NEW ME」は2022年4月に行われたライブ「Eve & Birth」で未発表曲として演奏されていた。

タイトルの「LANDER」とは、“LiSAが着陸する新たな惑星” をコンセプトとしている。またアルバム発表前の9月12日（宇宙の日）正午 (JST) に、動画サイトYouTubeの公式アカウントより「#NANDER」（読み：ナンダー ＝「何だ」との掛け合い）と題した謎動画を公開。24時間カウントダウン形式によって展開するライブ配信を開始し、翌13日午前0:00に本アルバムに関する詳細と情報が解禁された。またリリースに先駆け、新曲『NEW ME』のミュージック・ビデオと先行配信も同日にサプライズで発表された。
販売形態は完全数量生産限定盤（CD+GOODS）、初回限定盤A（CD+Blu-ray Disc+PHOTOBOOK）、初回限定盤B（CD+DVD+PHOTOBOOK）、通常盤（CDのみ）の4種類となっている。

## プロモーション
※ 既発曲は、各収録シングルを参照。
| 日付           | 番組名                            | 放送局       | 演奏曲         | 出典   |
| -------------- | --------------------------------- | ------------ | -------------- | ------ |
| 2022年11月11日 | ミュージックステーション          | テレビ朝日系 | 「一斉ノ喝采」 | [ 8 ]  |
| 2022年11月12日 | MUSIC FAIR                        | フジテレビ系 | 「一斉ノ喝采」 | [ 9 ]  |
| 2022年11月18日 | バズリズム02                      | 日本テレビ系 | 「一斉ノ喝采」 | [ 10 ] |
| 2022年11月28日 | CDTVライブ!ライブ!2時間スペシャル | TBS系        | 「NEW ME」     | [ 11 ] |

## 収録内容
| #         | タイトル                 | 作詞          | 作曲                | 編曲                                                          | 時間  |
| --------- | ------------------------ | ------------- | ------------------- | ------------------------------------------------------------- | ----- |
| 1.        | 「往け」                 | LiSA          | Ayase               | 江口亮                                                        | 3:49  |
| 2.        | 「一斉ノ喝采」           | LiSA          | 竹内羽瑠            | 江口亮                                                        | 3:33  |
| 3.        | 「dis/connect」          | LiSA          | 堀江晶太            | 堀江晶太                                                      | 3:25  |
| 4.        | 「シャンプーソング」     | 佐々木亮介    | 佐々木亮介          | a flood of circle                                             | 3:16  |
| 5.        | 「明け星」               | 梶浦由記      | 梶浦由記            | 梶浦由記                                                      | 4:27  |
| 6.        | 「白銀」                 | 梶浦由記      | 梶浦由記            | 梶浦由記                                                      | 4:23  |
| 7.        | 「炎」                   | LiSA 梶浦由記 | 梶浦由記            | 梶浦由記                                                      | 4:37  |
| 8.        | 「逃飛行」               | LiSA          | 伊澤一葉            | 江口亮 伊澤一葉                                               | 4:52  |
| 9.        | 「HADASHi NO STEP」      | LiSA          | 田淵智也            | 島田昌典                                                      | 3:42  |
| 10.       | 「シフクノトキ」         | LiSA          | 堀江晶太 LiSA       | 堀江晶太                                                      | 3:08  |
| 11.       | 「土曜日のわたしたちは」 | LiSA          | マツムラユウスケ    | 田中竜夫                                                      | 4:10  |
| 12.       | 「悪女のオキテ」         | LiSA 田中秀典 | LiSA                | PRIMAGIC                                                      | 3:01  |
| 13.       | 「dawn」                 | LiSA          | 草野華余子 堀江晶太 | 堀江晶太                                                      | 4:05  |
| 14.       | 「NEW ME」               | LiSA          | LiSA 堀江晶太       | 堀江晶太 野間康介 生本直毅 石井悠也 白井アキト 柳野裕孝 PABLO | 4:24  |
| 合計時間: | 合計時間:                | 合計時間:     | 合計時間:           | 合計時間:                                                     | 54:52 |

| #   | タイトル                              | 作詞 | 作曲・編曲 |
| --- | ------------------------------------- | ---- | ---------- |
| 1.  | 「炎 -MUSiC CLiP-」                   |      |            |
| 2.  | 「dawn -MUSiC CLiP-」                 |      |            |
| 3.  | 「HADASHi NO STEP -MUSiC CLiP-」      |      |            |
| 4.  | 「往け -MUSiC CLiP-」                 |      |            |
| 5.  | 「明け星 -MUSiC CLiP-」               |      |            |
| 6.  | 「白銀 -MUSiC CLiP-」                 |      |            |
| 7.  | 「シフクノトキ -MUSiC CLiP-」         |      |            |
| 8.  | 「NEW ME -MUSiC CLiP-」               |      |            |
| 9.  | 「一斉ノ喝采 -MUSiC CLiP-」           |      |            |
| 10. | 「土曜日のわたしたちは -MUSiC CLiP-」 |      |            |

### 楽曲解説（CD）
1. 往け
  - 4th配信限定シングル
2. 一斉ノ喝采
  - 本リリースに先駆けて、同年11月5日より先行配信された。
3. dis/connect
4. シャンプーソング
5. 明け星
  - 20thシングルの1曲目。
6. 白銀
  - 20thシングルの2曲目。
7. 炎
  - 17thシングル
8. 遊飛行
  - 読みは「ロマンヒコウ」。
9. HADASHi NO STEP
  - 19thシングル
10. シフクノトキ
  - 5th配信限定シングル
11. 土曜日のわたしたちは
  - 本リリースに先駆けて、同年10月1日より先行配信された。
12. 悪女のオキテ
13. dawn
  - 18thシングル
14. NEW ME
  - 本アルバム発表と同日に解禁された、6th配信限定シングル。

## タイアップ
往け
劇場版「ソードアート・オンライン -プログレッシブ- 星なき夜のアリア」主題歌
一斉ノ喝采
ABEMA・テレビ朝日 共同製作「FIFAワールドカップ カタール2022」番組公式テーマソング
明け星
テレビアニメ「鬼滅の刃 無限列車編」オープニングテーマ
白銀
テレビアニメ「鬼滅の刃 無限列車編」エンディングテーマ
炎
映画『劇場版 鬼滅の刃 無限列車編』主題歌
HADASHi NO STEP
TBS系火曜ドラマ『プロミス・シンデレラ』主題歌
シフクノトキ
カバヤ食品「ピュアラルグミ pina!パイン」Web限定CMソング
土曜日のわたしたちは
日本テレビ系ニュース番組「ズームイン!!サタデー」テーマソング
dawn
テレビアニメ『バック・アロウ』第1クールオープニングテーマ
NEW ME
Netflix LiSA オリジナル・ドキュメンタリー番組「Another Great Day」Web限定CMソング

## 参加ミュージシャン
- 江口亮
  - Programming (#1)
  - All Other Instruments (#1.8)
- 山崎英明：Bass (#1)
- 田中駿汰 (Brian the Sun)：Drums (#1.10)
- Ayase (YOASOBI)：Chorus  (#1)
- 石塚徹：Strings Arrangement (#1)
- 徳永友美、藤堂昌彦：Violin (#1)
- 坂口弦太郎：Viola (#1)
- 堀沢真己：Cello (#1)
- 諸石和馬：Drums (#2)
- 鷲山和希：Guitar (#2)
- 高間有一：Bass (#2)
- 竹内羽瑠：Other Instruments (#2)
- 比田井修：Drums (#3.12)
- 平畑徹也：Piano, Synthesizer (#3)
- 堀江晶太 (PENGUIN RESEARCH)
  - Guitar, Bass (#3)
  - All Other Instruments (#3.10.12.13)
- 佐々木亮介 (a flood of circle)：Electric Guitar, Acoustic Guitar, Synthesizer, Programming & Chorus (#4)
- 渡邊一丘 (a flood of circle)：Drums (#4)
- HISAYO (a flood of circle)：Bass (#4)
- アオキテツ (a flood of circle)：Guitar (#4)
- 梶浦由記：All Keyboards & Programming (#5.6.8)
- 是永巧一：Guitar (#5.6.8)
- 佐藤強一：Drums (#5.6.8)
- 高橋"jr"知治：Bass (#5.6.8)
- 今野均ストリングス：Strings (#5.6.8)
- 織田かおり、喜多修平：Chorus (#6)
- 伊澤一葉 (東京事変、the HIATUS)：Piano, All Other Instruments (#7)
- 御供信弘：Bass (#7)
- 設楽博臣
  - Guitar (#7.9)
  - Acoustic Guitar (#10)
- 島田昌典：Piano & All Other Instruments (#9)
- 安達貴史：Bass (#9)
- ターキー：Drums (#9)
- 吉澤達彦、奥村晶：Trumpet (#9)
- 半田信英：Trombone (#9)
- 庵原良司：Saxophone (#9)
- 田中竜夫：Guitar & All Other Instruments (#11)
- 浅倉高昭：Bass (#11)
- ゆーまお：Drums (#12)
- 生本直毅：Guitar (#12.13)
- 柳野裕孝：Bass (#12.13)
- PRIMAGIC：All Other Instruments (#12)
- 石井悠也：Drums (#13)
- PABLO (Pay money To my Pain)：Guitar (#13)
- 白井アキト：Piano (#13)
- 岩村乃菜：Chorus (#13)